# Ustav Rusije iz 1918.
Ustav Rusije iz 1918. godine je prvi socijalistički ustav u svetskoj istoriji, usvojio je V sveruski kongres sovjeta radničkih, vojničkih i seljačkih deputata 10. juna 1918. godine. 
Ovim ustavom otvoreno se ističe klasni karakter države u socijalizmu, kao države radnika i seljaka. Proglašena je opšta vojna obaveza, koja se ostvaruje služenjem u crvenoj armiji. Biračko pravo pripadalo je samo radnicima, seljacima i crvenoarmejcima. Za osnovne sovjete izbori su neposredni dok se viši sovjeti biraju jednom kombinacijom posrednog i delegatskog sistema.
Vrhovni organ vlasti je Sveruski kongres sovjeta sa preko 1.000 deputata. Njegova nadležnost obuhvata samo najvažnija pitanja – bitnije izmene ustava, izbor Centralog izvršnog komiteta i sl. Po svojoj strukturi on je jednodomo predstavničko telo.
Centralni izvršni komitet (CIK) je nosilac zakonodavne ali i izvršne vlasti između dva zasedanja Sveruskog kongresa sovjeta. Između dva zasedanja poslove CIK-a obavlja njegov Prezidijum koji ima funkciju kolektivnog šefa države. CIK imenuje Sovjet narodnih komesara koji ima karakter vlade.